# Po zarostlém chodníčku
Po zarostlém chodníčku je do dvou částí rozdělený cyklus patnácti klavírních skladeb Leoše Janáčka.

## Původ
Janáček zkomponoval všechna svá důležitá díla pro klavír během let 1900-1912. Svoji první řadu skladeb založených na moravských lidových melodiích pravděpodobně začal připravovat v roce 1900, tato se stala základem pro první část cyklu. Skladby byly původně zamýšleny pro harmonium a poprvé tak byly publikovány v roce 1901. Do roku 1908 se rozsah zvětšil na devět skladeb a také už byly pro klavír. Konečná podoba první části byla zveřejněna roku 1911. 30. září 1911 Janáček v Lidových novinách publikoval první skladbu z druhé série, celá byla pravděpodobně v roce 1911 také dokončena.

## Složení

### Část první
1. Naše večery
2. Lístek odvanutý
3. Pojďte s námi!
4. Frýdecká panna Maria
5. Štěbetaly jak laštovičky
6. Nelze domluvit!
7. Dobrou noc!
8. Tak neskonale úzko
9. V pláči
10. Sýček neodletěl!

### Část druhá
1. Andante
2. Allegretto - Presto
3. Più mosso
4. Vivo
5. Allegro - Adagio

## Nahrávky
- 1974 - Josef Páleníček, nahrávka Supraphon,
- 2008 - Ilja Hurník, nahrávka Českého rozhlasu, odvysíláno v rámci pořadu Akademie Ilji Hurníka dne 13. srpna 2008. Společně se skladbou V mlhách

## Užití v kultuře
Některé části byly použity jako hudební podklad filmové verze Kunderova románu Nesnesitelná lehkost bytí. Leoš Janáček je jeden z Kunderových oblíbených skladatelů.